# Politikfeldanalyse
Die Politikfeldanalyse (auch Policy-Analyse bzw. Policyanalyse oder Policy-Forschung) ist ein Teilgebiet der Politischen Soziologie und Vergleichenden Politikwissenschaft und zugleich eine verwaltungswissenschaftliche Forschungsrichtung. Der Begriff bezeichnet den Teil der politikwissenschaftlichen Forschung, der sich auf der Grundlage von wissenschaftlichen Methoden mit der Untersuchung konkreter Politikfelder analytisch auseinandersetzt. Diese Politikfelder können beispielsweise ihre Entsprechung in der Ressortaufteilung von Regierungen haben (wie die Innen-, Außen-, Sicherheits-, Verkehrs-, Gesundheits- und Familienpolitik), aber auch speziellere Bereiche umfassen (wie Ost-, Nahost- oder Europapolitik). Allgemein rücken bei der Politikfeldanalyse die inhaltliche (policy) sowie die praktische Dimension (politics) von Politik in das Blickfeld der Forschung; so vor allem konkrete politische Wirkungsprozesse, Entscheidungsprozesse und Ergebnisse. Der Zweck von Politikfeldanalysen ist der Versuch der Erarbeitung von Problemlösungen, die der Politik als mögliche normative Vorgaben für eine „bessere Politik“ zur Verfügung gestellt werden.
Die Politikfeldanalyse fragt danach...  
1. was politische Akteure tun,
2. warum sie es tun,
3. was sie letztlich bewirken.

Aspekte der Politikfeldanalyse: Sie ist...
1. inhaltlich orientiert und multidisziplinär,
2. problemlösungsorientiert,
3. explizit normativ orientiert.

Die Politikfeldanalyse ist ein Bereich der Politikanalyse. Das Ziel einer Politikfeldanalyse ist es, Erkenntnisse und Wissen zu erlangen und dieses in der Lehre und in Form von Politikberatung weiterzugeben. Wesentlich zur Etablierung der mit der Politikfeldanalyse verbundenen Verwaltungswissenschaft in Deutschland trug die zwischen 1968 und 1975 tätige Projektgruppe Regierungs- und Verwaltungsreform bei.
Im Rahmen der Politikfeldanalyse kommen verschiedene Perspektiven auf politisches Handeln zum Einsatz. So kann ein Fokus etwa auf 
- die Art der Politiken (beispielsweise regulativ, distributiv, redistributiv),[3]
- Organisationsformen der Interaktionen politischer Akteure (beispielsweise Netzwerke, Hierarchien, Markt),[4]
- Strukturen und Institutionen (beispielsweise Parteien, Ministerien, internationale Organisationen),[5] (Mayntz/Scharpf 1995),
- Instrumentarien von Politik (beispielsweise Gesetze, Steuern, Förderungen),[6][7]
- Verwendung von Wissen in der Politik (beispielsweise als Argumentationsgrundlage, zur Legitimation, zum Politiklernen)[8]

gelegt werden.

### Klassiker
- Harold Lasswell, Daniel Lerner (Hrsg.): The policy sciences. Recent developments in scope and method. Stanford University Press, Stanford 1951.
- Thomas Dye: Policy analysis. What governments do, why they do it, and what difference it makes. University of Alabama Press, Tuscaloosa 1976.

### Einführungen
- Sonja Blum, Klaus Schubert: Politikfeldanalyse. VS Verlag für Sozialwissenschaften, Wiesbaden 2009, ISBN 978-3-53116-389-5.
- Klaus-Peter Saalbach: Einführung in die politische Analyse. Dirk Koentopp Verlag, Osnabrück 2009, ISBN  978-3-938342-15-2.
- Eugene Bardach: A practical guide for policy analysis. The eightfold path to more effective problem solving. CQ Press, Washington, D.C. 2005, ISBN 1-568-02923-3.
- Frank Fischer: Reframing public policy. Discursive politics and deliberative practices. Oxford University Press, London 2003, ISBN 0-19-924264-X.
- Winand Gellner, Eva-Maria Hammer: Policyforschung. Oldenbourg Verlag, München 2010, ISBN 978-3-48658-674-9.
- Vincenz Leuschner: Politische Freundschaften. Informelle Beziehungen im Deutschen Bundestag. Baden-Baden 2011, ISBN 978-3832959647.
- Stefan Lange, Dietmar Braun: Politische Steuerung zwischen System und Akteur. Eine Einführung. Leske + Budrich Verlag, Opladen 2000, ISBN 3-810-02947-5.
- Wayne Parsons: Public policy. An introduction to the theory and practice of policy analysis. Edward Elgar, Cheltenham 2003, ISBN 1-85278-553-5.
- Wolfgang H. Reinicke: Global public policy. Governing without government? Brookings Inst. Press, Washington, D.C. 1998, ISBN 0-8157-7389-7.
- Klaus Schubert, Nils C. Bandelow (Hrsg.): Lehrbuch der Politikfeldanalyse. Verlag Oldenbourg, München 2008 (2. vollständig überarbeitete Auflage), ISBN 3-486-58892-3.
- Davis L. Weimer, Aidan R. Vining: Policy analysis. Concepts and practice. Prentice Hall, Upper Saddle, N.J. 2005, ISBN 0-13-183001-5.
- Volker Schneider, Frank Janning: Politikfeldanalyse: Akteure, Diskurse und Netzwerke in der öffentlichen Politik. VS Verlag für Sozialwissenschaften, Wiesbaden 2006, ISBN 978-3-53114-549-5.